# Resistència sistèmica adquirida
La resistència sistèmica adquirida o resistència adquirida sistèmica (SAR, de l'anglès systemic acquired resistance ) de les plantes és una resistència que es presenta en tota la planta després d'una exposició localitzada davant un patogen. La SAR és anàloga al sistema immunitari innat dels animals. Les plantes utilitzen receptors de reconeixement per identificar senyals microbians. Aquest reconeixement activa la resposta immunitària. Els primers receptors d'aquest tipus es van identificar en la planta de l'arròs (XA21, 1995) i en Arabidopsis (FLS2, 2000).